# Airfix

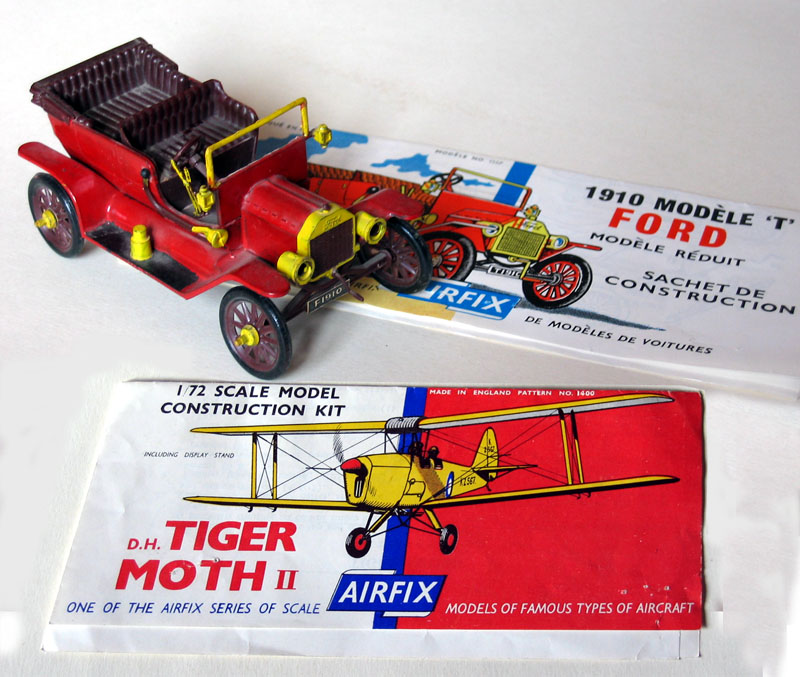
Model firmy Airfix

Airfix – brytyjski producent plastikowych modeli do samodzielnego montażu. 
Firma została założona w 1939 przez węgierskiego biznesmena Nicholasa Kove. Początkowo działalność firmy polegała na produkcji zabawek gumowych. Dopiero po II wojnie światowej firma rozpoczęła działalność w obecnym zakresie. Pierwszym modelem wypuszczonym przez firmę na rynek w 1949 był traktor Ferguson. Znak towarowy Airfix należał do firmy Humbrol Ltd. w latach 1986-2006, obecnie właścicielem jest Hornby.
Z uwagi na popularność firmy szczególnie w krajach anglosaskich, w języku angielskim jej nazwa stała się też synonimem hobby polegającego na sklejaniu tego typu modeli.
Airfix wypuścił również grę komputerową Airfix Dogfighter, gdzie lata się różnymi modelami samolotu po pomieszczeniach domu i wypełnia się misje.